# Kulltjärnen, Medelpad
Kulltjärnen är en sjö i Sundsvalls kommun i Medelpad och ingår i Ljungans huvudavrinningsområde. Sjöns area är 0,048 kvadratkilometer och den är belägen 300 meter över havet.